# Гейдт, Август фон дер
Август фон дер Гейдт (1801—1874) — прусский государственный деятель.
Сначала занимался коммерческими делами, в 1847 г. избран в прусский сейм, между 1848 и 1862 гг. занимал пост министра торговли и публичных работ в министерствах Бранденбург-Мантейфель, Гогенцоллерна и Гогенлоэ, при этом последние полгода управлял одновременно министерством финансов. Не будучи крайним реакционером, принадлежал к консервативной партии.
Когда в 1862 г. правительство возглавил Бисмарк, Гейдт вышел из министерства, но незадолго до начала австро-прусской войны согласился вновь принять портфель министра финансов и организовал средства для кампании 1866 г. После окончания войны Гейдт считал необходимым увеличить расходы на армию и потребовал новых кредитов; когда же северогерманский сейм отказал в них, Гейдт в 1869 г. вышел в отставку.